# De Dion-Bouton Type AY
Der De Dion-Bouton Type AY ist ein Pkw-Modell aus der Anfangszeit des 20. Jahrhunderts. Hersteller war De Dion-Bouton aus Frankreich.

## Beschreibung
Die Zulassung durch die nationale Zulassungsbehörde erfolgte am 12. März 1907. Vorgänger war der Type AP.
Der Vierzylindermotor hat 110 mm Bohrung, 130 mm Hub und 4942 cm³ Hubraum. Er war damals in Frankreich mit 30 Cheval fiscal (Steuer-PS) eingestuft. Er ist vorne im Fahrgestell montiert und treibt über ein Vierganggetriebe und eine Kardanwelle die Hinterräder an. Der Wasserkühler ist direkt vor dem Motor hinter einem deutlich sichtbaren Kühlergrill. Die Hinterachse ist eine De-Dion-Achse.
Die Basis bildet ein Pressstahlrahmen. Der Radstand beträgt 3202 mm und die Spurweite 1450 mm. Eine Fahrzeuglänge von 4285 mm ist bekannt.
Bekannt sind Aufbauten als Doppelphaeton.
Das Modell wurde nur 1907 angeboten. Nachfolger wurde der Type BJ, der am 16. Januar 1908 seine Zulassung erhielt.